# 11-й корпус СС
11-й армійський корпус СС (нім. XI. SS-Armeekorps) — військове формування, корпус у складі військ Ваффен-СС, що брав участь у бойових діях під час Другої світової війни.

## Історія
Командування корпусу було створено 6 серпня 1944 року в Бреслау. Основою для штабу корпусу і деяких корпусних частин стали аналогічні підрозділи V армійського корпусу. Протягом серпня корпус був відправлений до групи армій «Північна Україна». Прибувши на фронт, корпус був розташований в західній Галичині. Після важких оборонних боїв частини корпусу відступили з Галичини до Польщі. У січні 1945 року корпус відступив до м. Тарнів, а в лютому на Одері увійшов до складу 9-ї армії. Разом з 9-ю армією корпус бився між Франкфуртом і Кюстріном. На 17 березня 1945 в складі корпусу налічувалося 21 398 осіб, включаючи 2 787 чоловіків у гарнізоні Кюстріна. В кінці квітня 1945 року корпус, пройшовши через Гальбе і Луккенвальде, досяг містечка Білітц і 1 травня склав зброю.

## Райони бойових дій
- Україна (Західна Галичина) (серпень — грудень 1944);
- Словаччина, Польща (грудень 1944 — лютий 1945);
- Німеччина (Померанія) (лютий — травень 1945).

## Командири
- СС-обергрупенфюрер і генерал Ваффен-СС Маттіас Кляйнгайстеркамп (6 серпня 1944 — 8 травня 1945)

## Нагороджені корпусу
Нагороджені корпусу
|  | Кавалери Лицарського хреста Залізного хреста з Дубовим листям | 1 (№ 871 СС обергрупенфюрер Маттіас Кляйнгайстеркамп — 09.05.1945) |
|  | Кавалери Лицарського хреста Залізного хреста                  | 4 у тому числі 2 непідтверджені                                    |

## Бойовий склад 11-го корпусу СС
Формування управління, забезпечення та підтримки
- 11-те артилерійське командування корпусу СС (Artillerie Kommandeur XI. SS-Armee-Korps);
- 111-й батальйон зв'язку СС (SS-Nachrichten-Abteilung 111);
- 111-те управління корпусного постачання (SS-Nachschubtruppen 111);
- 107-й моторизований топографічний відділ корпусу СС (SS-Korpskartenstelle (mot.) 107);
- зенітна батарея СС (SS-Flak Kompanie);
- 1-ша автомобільна рота корпусу СС (1. SS-Kraftfahrer Kompanie 111 (Krfr. Kp.);
- 2-га автомобільна рота корпусу СС (2. SS-Kraftfahrer Kompanie 111 (Krfr. Kp.);
- 111-та рота-майстерня корпусу СС (SS-Werkstatt Kompanie 111);
- 111-та польова пошта СС (SS-Feldpostamt 111);
- 111-й моторизований взвод фельджандармерії СС (SS-Feldgendarmerie Trupp (mot.) 111);
- моторизована рота охорони корпусу СС (SS-Korps Sicherheits-Kompanie (mot.)

- 96-та піхотна дивізія (96. Infanterie-Division);
- 169-та піхотна дивізія (169. Infanterie-Division);
- 208-ма піхотна дивізія (208. Infanterie-Division);
- 78-ма гренадерська дивізія (78. Grenadier-Division);
- 545-та гренадерська дивізія (545. Grenadier-Division);
- 20-та панцергренадерська дивізія (20. Panzergrenadier-Division);
- 25-та панцергренадерська дивізія (25. Panzergrenadier-Division);
- 9-та парашутна дивізія (9. Fallschirmjäger-Division).

- 544-та гренадерська дивізія (544. Grenadier-Division);
- 545-та гренадерська дивізія;
- 78-ма гренадерська дивізія (78. Grenadier-Division).

- 712-та піхотна дивізія (712. Infanterie-Division);
- 25-та панцергренадерська дивізія;
- Панцергренадерська дивізія «Курмарк» (Panzergrenadier-Division Kurmark);
- Фортеця Кюстрін (Festung Küstrin).